# V. E. Schwab
Victoria Elizabeth Schwab (7 luglio 1987) è una scrittrice statunitense di romanzi fantasy. È nota per il suo romanzo Vicious pubblicato nel 2013, la serie Shades of Magic, lo standalone La vita invisibile di Addie LaRue e i suoi libri di narrativa per bambini e young adult.

## Biografia
The Guardian ha definito Vicious "una brillante esplorazione del supereroe, Mythos, e un avvincente thriller di vendetta". Inoltre, ha ricevuto una recensione stellata da Publishers Weekly, che ha anche nominato il romanzo uno dei suoi migliori libri del 2013 per i generi Sci-Fi/Fantasy/Horror. Anche la Reference and User Services Association dell'American Library Association lo ha riconosciuto come miglior libro fantasy nella sua Reading List del 2014.
Alla fine del 2013, i diritti per un adattamento cinematografico di Vicious sono stati acquistati congiuntamente da Story Mining & Supply Co e da Ridley Scott : Scott Free Productions .
Nel 2014, Schwab ha firmato un contratto di due libri con la casa editrice Tor Books, che includeva Vicious ed il prossimo romanzo della scrittrice, A Darker Shade of Magic. Quest'ultimo è stato pubblicato nel febbraio 2015 ed ha inoltre ricevuto una recensione stellata da Publishers Weekly . Nel 2017, ha firmato un altro contratto con Tor Books per Vengeful, il sequel di Vicious; una nuova trilogia chiamata Threads of Power, che si svolge nello stesso mondo della serie Shades of Magic; ed un "omaggio a Blade Runner (1982) " chiamato Black Tabs .
Nel maggio 2018, Victoria ha tenuto la sesta Tolkien Lecture annuale al Pembroke College di Oxford .
Formazione scolastica
La scrittrice si è laureata alla Washington University di St. Louis con un Bachelor of Fine Arts nel 2009. Inizialmente aveva intenzione di studiare astrofisica, ma ha cambiato idea dopo aver frequentato corsi d'arte e letteratura. Ha completato il suo primo romanzo (inedito) nel suo secondo anno. Ha venduto il suo romanzo d'esordio, The Near Witch, alla Disney prima di laurearsi.
Vita privata
Victoria è cresciuta a Nashville, nel Tennessee, e ha vissuto a St. Louis, Brooklyn, Liverpool ed Edimburgo. Si è dichiarata omosessuale per la prima volta all'età di 28 anni.

## Opere

### Nel ruolo di Victoria Schwab
La serie The Archived (inedita in Italia)
1. The Archived (2013)
2. The Unbound (2014)
2.5. Leave the Window Open (2015) (racconto breve)
3. The Returned (TBA)
La serie Everyday Angels (inedita in Italia)
1. New Beginnings (2014)
2. Second Chances (2014)
3. Last wishes (2014)
La serie I mostri di Verity
1. Questo canto selvaggio, Giunti, Collana Waves, 13 giugno 2017 (This Savage Song, 2016)
2. Questo oscuro duetto, Giunti, Collana Waves, 10 gennaio 2020 (Our Dark Duet, 2017)
La trilogia Cassidy Blake
1. Città di spettri, Mondadori, Collana Oscar Fantastica Blink, 31 agosto 2021 (City of Ghosts, 2018)
2. Tunnel di ossa, Mondadori, Collana Oscar Fantastica Blink, 28 settembre 2021 (Tunnel of Bones, 2019)
3. Ponte di anime, Mondadori, Collana Oscar Fantastica Blink, 26 ottobre 2021 (Bridge of Souls, 2021)

Standalone
- Spirit Animals: Fall of the Beasts - Broken Ground (2015)
- Because You Love Me to Hate Me: 13 Tales of Villainy (2017) (collaborazione)
- (Don't) Call Me Crazy (2018) (collaborazione)

### nel ruolo di V. E. Schwab
La serie Villans
0,5. Warm Up (2013) (racconto breve per introdurre Evil)
1. Evil, Newton Compton Editori, collana Vertigo, 2019, (Vicious, 2013)
2. Vengeful (2018), inedito in Italia
3. Victorious (annunciato)
Graphic Novels di Villans
1. EO, ExtraOrdinary (2021)
La serie Shades of Magic
1. Magic. A darker shade of magic, Newton Compton Editori, collana Vertigo, 2017 (A darker shade of magic, 2015)
2. Legend. A gathering of shadows, Newton Compton Editori, collana Vertigo, 2018 (A gathering of shadows, 2016)
3. Dark, Newton Compton Editori, collana Vertigo, 2020 (A conjuring of light, 2017)[11]

La serie Threads of Power (sequel/spin-off della trilogia Shades of Magic)
1. The Fragile Threads of Power, Mondadori, collana Oscar Edges, 2024 (pubblicato in America nel 2023)
2. TBA
3. TBA

La casa editrice Mondadori ha annunciato una ristampa della trilogia Shades of Magic in un unico volume appartenente alla collana Oscar draghi in uscita il 4 giugno 2024.
Graphic Novels dell'universo di Shades of Magic:
1. Shades of Magic Vol. 1: Il principe d'acciaio (2019)
2. Shades of Magic Vol. 2: Il principe d'acciaio, Night of Knives (2019)
3. Shades of Magic Vol. 3: Il principe d'acciaio, The Rebel Army (2020)
La serie Near Witch
0,5. The Ash-Born Boy (2012) (racconto breve)
1. The Near Witch (2011) (pubblicato nuovamente nel 2019 sotto il nome V. E. Schwab)
Standalone
- La vita invisibile di Addie LaRue, Mondadori, collana Oscar Fantastica, 24 novembre 2020, (pubblicato in America a ottobre 2020)
- I vampiri non invecchiano mai: Tales with Fresh Bite (2020) (collaborazione)
- Gallant, Mondadori, collana Oscar Fantastica, (2022)
- Black Tabs (annunciato)